# Denise Cacheux
Pour les articles homonymes, voir Cacheux.
Denise Cacheux , née le 18 mars 1932 à Nancy (Meurthe-et-Moselle) et morte le 12 décembre 2023 à Lille (Nord), est une femme politique française.
Elle est élue députée du Nord à deux reprises. Au cours de sa carrière politique, elle est également adjointe au maire de Lille ainsi que conseillère régionale du Nord-Pas-de-Calais durant plusieurs années.

## Biographie
Née le 18 mars 1932 à Nancy, Denise Jeanne Henriette Habigand est issue d'une famille ouvrière. Elle passe sa jeunesse à Rouen et obtient des diplômes d'infirmière puis d'assistante sociale.
Féministe, elle rejoint une association présidée par Jacques Delors puis se rapproche de François Mitterrand. Elle devient militante socialiste en 1971 après le congrès d'Épinay. Élue la même année au conseil municipal de Lille,, elle devient ensuite adjointe de Pierre Mauroy en 1977 chargée de la démocratie participative puis première adjointe en 1981. Elle est également élue conseillère régionale du Nord-Pas-de-Calais en 1979.
Denise Cacheux se présente aux élections législatives de 1978 où elle est battue. Suppléante de Jean Le Garrec trois ans plus tard, elle est élue députée de Cambrai à la suite de la nomination de celui-ci au gouvernement. Vice-présidente du groupe socialiste l'année suivante, elle devient, en 1986, la première femme élue questeur de l'Assemblée nationale,. Elle perd son siège en 1986 mais elle redevient députée l'année suivante puis est élue en 1988 dans la cinquième circonscription du Nord.
Elle n'occupe plus de fonction politique à partir de 1993.
Denise Cacheux reste très engagée dans le milieu associatif. De 2000 à juin 2013, elle est présidente de l'association des surintendantes d'usine et de services sociaux, dont elle est la présidente d'honneur. Elle préside également le centre social Lazare-Garreau à Lille.
Denise Cacheux meurt le 12 décembre 2023 à l’âge de 91 ans.

## Décorations
- Officier de la Légion d'honneur (22 avril 2011). Denise Cacheux est promue officier au titre de « ancienne députée, présidente de centre social »[8],[1].
- Chevalier de 2001[réf. souhaitée].

## Reconnaissances
Le 26 juin 2023, le centre social Lazare Garreau est rebaptisé centre social Denise Cacheux,.